# Giordano Rota
Giordano Rota (ur. 5 kwietnia 1970 w Bergamo) – włoski duchowny rzymskokatolicki, benedyktyn, w latach 2010-2013 administrator apostolski Santissima Trinità di Cava de’ Tirreni.

## Życiorys
Święcenia kapłańskie przyjął 30 września 2000. 23 października 2010 został mianowany administratorem apostolskim Santissima Trinità di Cava de’ Tirreni. 1 lipca 2013 zrezygnował z urzędu.